# Diatesi
In grammatica, la diàtesi (dal greco antico διάθεσις, diáthesis, "disposizione", a sua volta derivante dal verbo διατίθημι, diatíthemi, disporre) o voce di un verbo è una categoria grammaticale che descrive la relazione tra l'azione (o lo stato) che il verbo esprime e i partecipanti identificati dagli argomenti (soggetto, oggetto ecc.).
In italiano abbiamo tre diatesi: attiva, passiva e riflessiva. Quando il soggetto è l'agente, il verbo ha una diatesi attiva. Quando il soggetto è il paziente, scopo o in generale ciò che subisce l'azione, il verbo avrà una diatesi passiva. Se l'azione ricade sul soggetto stesso, il verbo avrà una diatesi riflessiva.
Per esempio, nella frase:
Il bambino mangia la mela
il verbo mangiare ha una diatesi attiva, ma nella frase:
La mela è mangiata dal bambino o La mela viene mangiata dal bambino
il sintagma verbale "è mangiata" corrisponde a una diatesi passiva. Infine:
Il bambino si lava
l'azione ricade sul soggetto che è contemporaneamente l'agente. Questa è la diatesi riflessiva.
Nella trasformazione da una proposizione attiva a una passiva, il soggetto e l'oggetto si scambiano di ruoli. L'oggetto diretto si eleva a soggetto, mentre il soggetto si declassa a un complemento (facoltativo).
Negli esempi di cui sopra, la mela ha la funzione di oggetto diretto nella diatesi attiva, ma diventa soggetto nella diatesi passiva. Il soggetto della frase attiva, il bambino, diventa parte di un sintagma preposizionale nella frase con la diatesi passiva, e può anche essere sottinteso (la frase la mela viene mangiata è di senso compiuto).

## La diatesi attiva in italiano
La costruzione attiva è quella di gran lunga più frequente in qualsiasi lingua. Infatti, in un enunciato come
il cane (soggetto) mangia i biscotti (complemento oggetto)
l'azione viene svolta dal soggetto (che ha il ruolo di agente) e cade sull'oggetto. Il fatto che sia il soggetto a svolgere effettivamente il cosiddetto ruolo di agente non è scontato. Si deve infatti distinguere tra il ruolo formale che svolgono i componenti nella frase (aspetto grammaticale) e il significato effettivo della frase (aspetto semantico).
In italiano, il verbo è declinato nella forma attiva, che prevede l'uso del verbo avere:
il cane ha mangiato i biscotti (passato prossimo)
I verbi intransitivi contemplano soltanto la diatesi attiva (ma ciò non toglie che i verbi transitivi possano avere una funzione intransitiva, come nella frase il cane sta mangiando). Tali verbi nelle forme composte utilizzano l'ausiliare essere:
il cane è andato via.
I verbi transitivi continuano ad avere l'ausiliare avere anche quando hanno funzione intransitiva.
Altre lingue, come l'inglese o alcuni dialetti italiani meridionali, utilizzano l'ausiliare avere nella diatesi attiva dei verbi intransitivi.
Nel caso della frase attiva, si dirà che il soggetto resta un soggetto, sia dal punto di vista semantico che da quello grammaticale. Nel caso di alcune lingue, come il creolo della Guadalupa, il discorso finisce qui. Per le lingue che dispongono del passivo, invece, le cose possono stare diversamente.

## La diatesi passiva in italiano
La lingua italiana usa una diatesi passiva perifrastica, ovvero, non viene usata una singola parola, ma piuttosto una costruzione che contempla più parole. Nel caso specifico dell'italiano, è formata da un verbo ausiliare (essere o venire) e il participio passato (che per i verbi transitivi ha valore passivo) del verbo originario. In altre lingue, come il latino, la diatesi passiva è semplicemente marcata sul verbo da una specifica flessione durante la coniugazione del verbo: fabulam legit, "(egli) lesse la novella"; fabula legitur, "la novella è (viene) letta".
In italiano, questo tipo di coniugazione perifrastica fa coesistere due participi passati nello stesso sintagma verbale quando il verbo è flesso ai tempi composti (trapassato, futuro anteriore ecc.):
- Presente:

Il poeta legge la poesia
La poesia è letta dal poeta
- Passato prossimo:

Il poeta ha letto la poesia
La poesia è stata letta dal poeta

### Statica e dinamica
L'italiano usa due verbi per indicare se la diatesi passiva è statica o dinamica: essere e venire. Il verbo essere traduce indistintamente sia la diatesi passiva statica sia dinamica:
la porta è aperta
Questa frase può voler dire la porta viene aperta da qualcuno (dinamica) o semplicemente indicare uno stato, una condizione della porta: la porta è aperta (statica: la porta 'sta' o 'si trova' aperta).
Nella frase:
la porta viene aperta
è sottinteso che ci sia qualcuno che sta compiendo un'azione, quella di aprire la porta, e quindi la diatesi passiva è unicamente dinamica.

## La diatesi riflessiva in italiano
La diatesi riflessiva è un tipo di diatesi nella quale l'agente è sia il soggetto sia l'oggetto. L'azione ricade quindi sul soggetto:
la mamma si lava
Io mi diverto
Il cane si gratta
In questa diatesi, si utilizza un pronome personale riflessivo (si o mi) e il verbo si flette tramite la coniugazione riflessiva. Tale coniugazione, al presente è uguale alla coniugazione attiva semplice, mentre nei tempi composti è uguale alla coniugazione passiva semplice:
- coniugazione riflessiva semplice: la mamma si lava.
- coniugazione attiva semplice: la mamma lava.
- coniugazione riflessiva composta: la mamma si è lavata.
- coniugazione passiva semplice: la mamma è lavata.

### Diatesi riflessiva apparente
La diatesi riflessiva apparente è un tipo di diatesi nella quale l'agente non subisce direttamente l'azione, ma in qualche modo ne è legato. È tipica nelle espressioni nelle quali l'oggetto diretto è una parte del corpo. Tale diatesi prevede un pronome riflessivo e un complemento oggetto:
La mamma si lava le mani.
L'atleta si è slogato una caviglia.
La ragazza si è fatta un tatuaggio.

### Diatesi reciproca
La diatesi riflessiva può, se il soggetto è al plurale, essere ulteriormente differenziata. L'azione può infatti essere scambievole:
I cani si azzannano
I pugili si picchiano
e in questo caso si parlerà di diatesi reciproca.

## Altri tipi di diatesi
Alcune lingue hanno, oltre a quelle già citate, anche altre diatesi. Per esempio, il mongolo, contempla cinque diatesi: attiva, passiva, causativa, reciproca e cooperativa.
La diatesi antipassiva elimina o degrada l'oggetto di un verbo transitivo e progredisce l'agente di un soggetto intransitivo. Questa diatesi è usata soprattutto nelle lingue ergative (che possono avere anche la diatesi passiva), ma è rara nelle lingue accusative.

## Lista di diatesi
- Diatesi attiva
- Diatesi passiva
- Diatesi media
- Diatesi antipassiva
- Diatesi causativa
- Diatesi aggiutativa
- Diatesi applicativa
- Diatesi circostanziale